# Mate Parlov
Mate Parlov (* 16. November 1948 in Split, Teilrepublik Kroatien, Jugoslawien; † 29. Juli 2008 in Pula, Kroatien) war ein jugoslawischer Boxer kroatischer Nationalität. Er kämpfte im Mittel-, und Halbschwergewicht.
Als Amateurboxer wurde er achtfacher Jugoslawischer Meister, fünffacher Balkanmeister, zweifacher Europameister, sowie Weltmeister und Olympiasieger. Als Profiboxer erkämpfte er den Europameistertitel der Europäischen Box Union (EBU) und den Weltmeistertitel der World Boxing Council (WBC).

## Amateurkarriere
Parlov begann erst im Alter von 16 Jahren beim BK Pula mit dem Boxsport, seine ersten Trainer waren Aldo Buršić und Aldo Banovac. Mehrere Jahre trainierte er auch in Belgrad bei Bruno Hrastinski. 1966 wurde er erstmals Kroatischer Landesmeister im Mittelgewicht.
Von 1967 bis 1974 gewann er achtmal in Folge die jugoslawische Meisterschaft; 1967 bis 1970 im Mittelgewicht, sowie 1971 bis 1974 im Halbschwergewicht. Die Balkanmeisterschaften gewann er im Mittelgewicht 1970 in Warna, sowie im Halbschwergewicht 1971 in Titograd, 1972 in Ankara, 1973 in Athen und 1974 in Constanța. 1968 nahm er im Mittelgewicht an den Olympischen Spielen in Mexiko-Stadt teil, siegte gegen Lahcen Ahidous und Jan van Ispelen, ehe er im Viertelfinale gegen Christopher Finnegan ausschied.
Bei den Europameisterschaften 1969 in Bukarest schlug er Ewald Jarmer, Janusz Gortat und Reima Virtanen, ehe er erst im Finale gegen Wladimir Tarassenko unterlag und damit Vize-Europameister im Mittelgewicht werden konnte. 1971 in Madrid gewann er dann den EM-Titel im Halbschwergewicht, nachdem ihm Siege gegen Anthony Roberts, Wladimir Meteljew, Janusz Gortat, Horst Stump und Ottomar Sachse gelungen waren. Er nahm daraufhin an den Olympischen Spielen 1972 in München teil und erkämpfte mit Siegen gegen Hassan Nour-el-Din Aman, Imre Tóth, Miguel Cuello, Janusz Gortat und Gilberto Carrillo die Goldmedaille im Halbschwergewicht.
1973 in Belgrad wiederholte er den EM-Titelgewinn im Halbschwergewicht durch Siege gegen Mike Imrie, William Knight, Oleg Korotajew und Janusz Gortat. Er startete dann 1974 bei den erstmals ausgetragenen Weltmeisterschaften in Havanna und sicherte sich auch hier die Goldmedaille in der Halbschwergewichtsklasse, nachdem er jeweils Costică Dafinoiu, Gilberto Carrillo, Ottomar Sachse und Oleg Korotajew besiegt hatte.

## Profikarriere
Parlov begann seine Profikarriere 1975 in Kroatien und siegte in 19 seiner 21 ersten Kämpfe; gegen Matthew Muhammad hatte er jeweils eine Niederlage und ein Unentschieden erreicht. Am 10. Juli 1976 gewann er gegen Domenico Adinolfi den EBU-Europameistertitel im Halbschwergewicht, den er gegen Aldo Traversaro, Francisco Fiol und Harald Skog verteidigen konnte.
Am 7. Januar 1978 besiegte er den bis dahin ungeschlagenen WBC-Weltmeister Miguel Cuello, den er bereits bei den Olympischen Spielen 1972 besiegt hatte, durch K. o. in der neunten Runde und wurde damit Jugoslawiens erster Boxweltmeister im Profibereich. Nach einer Titelverteidigung gegen John Conteh, der den WBC-Gürtel bereits von Oktober 1974 bis Mai 1977 gehalten hatte, verlor er seinen inzwischen dritten WM-Kampf am 2. Dezember 1978 durch TKO in der zehnten Runde gegen Marvin Johnson.
Beim Kampf um den WBC-Weltmeistertitel im Cruisergewicht erreichte er am 8. Dezember 1979 ein Unentschieden gegen Marvin Camel. Den Rückkampf um den Titel, zugleich Parlovs letzter Profikampf, verlor er am 31. März 1980 nach Punkten.

## Privatleben
Parlov wurde 1948 in Split geboren und lebte ab 1958 in Pula. 1971 zog er in die Gegend um Imotski und nach Beendigung seiner Sportkarriere nach Fažana, zudem betrieb er ab 1979 ein Café in Pula. Er absolvierte 1968 das Gymnasium in Pula, 1976 ein Studium an der Fakultät für Wirtschaftswissenschaften der Universität Rijeka und 1984 ein Studium an der Fakultät für Leibeserziehung der Universität Belgrad. Er war verheiratet sowie Vater einer Tochter und eines Sohnes. Als Trainer der jugoslawischen Boxnationalmannschaft führte er das Team zu den Olympischen Spielen 1984 in Los Angeles, wo Anton Josipović Gold im Halbschwergewicht, Redžep Redžepovski Silber im Fliegengewicht, sowie Aziz Salihu und Mirko Puzović jeweils Bronze im Superschwergewicht bzw. Halbweltergewicht gewinnen konnten.
Nachdem im März 2008 Lungenkrebs bei ihm diagnostiziert worden war, verstarb Parlov wenige Monate später im Alter von 59 Jahren in einem Krankenhaus in Pula und wurde zwei Tage später auf dem Stadtfriedhof in Pula beigesetzt.

## Ehrungen
Zu Ehren des Boxers wurden Statuen von Parlov in Fažana und Pula enthüllt, zudem wurden Straßen in Zagreb, Biograd na Moru und Belgrad, sowie die Mehrzweckhalle Pula, nach ihm benannt.
Eine 2020 im kroatischen Biokovo-Gebirge neuentdeckte Unterart der Spinnengattung Harpactea aus der Familie der Sechsaugenspinnen wurde nach ihm benannt (Harpactea mateparlovi).